# Wetmore Glacier
Wetmore Glacier – lodowiec w południowo-wschodniej Ziemi Palmera w południowej części Półwyspu Antarktycznego.
Lodowiec ma 64 km długości. Spływa między Rare Range i Latady Mountains do północnego krańca Gardner Inlet. Został odkryty 21 listopada 1947 roku w trakcie ekspedycji badawczej Finna Ronne (1899–1980) (ang. Ronne Antarctic Research Expedition (RARE)). Wówczas został pobieżnie zmapowany i nazwany ku czci amerykańskiego ornitologa Alexandra Wetmore’a (1886–1978), który doradzał RARE. Lodowiec został sfotografowany z lotu ptaka w latach 1965–1967 i zmapowany przez United States Geological Survey.